# Agatharchides (månkrater)

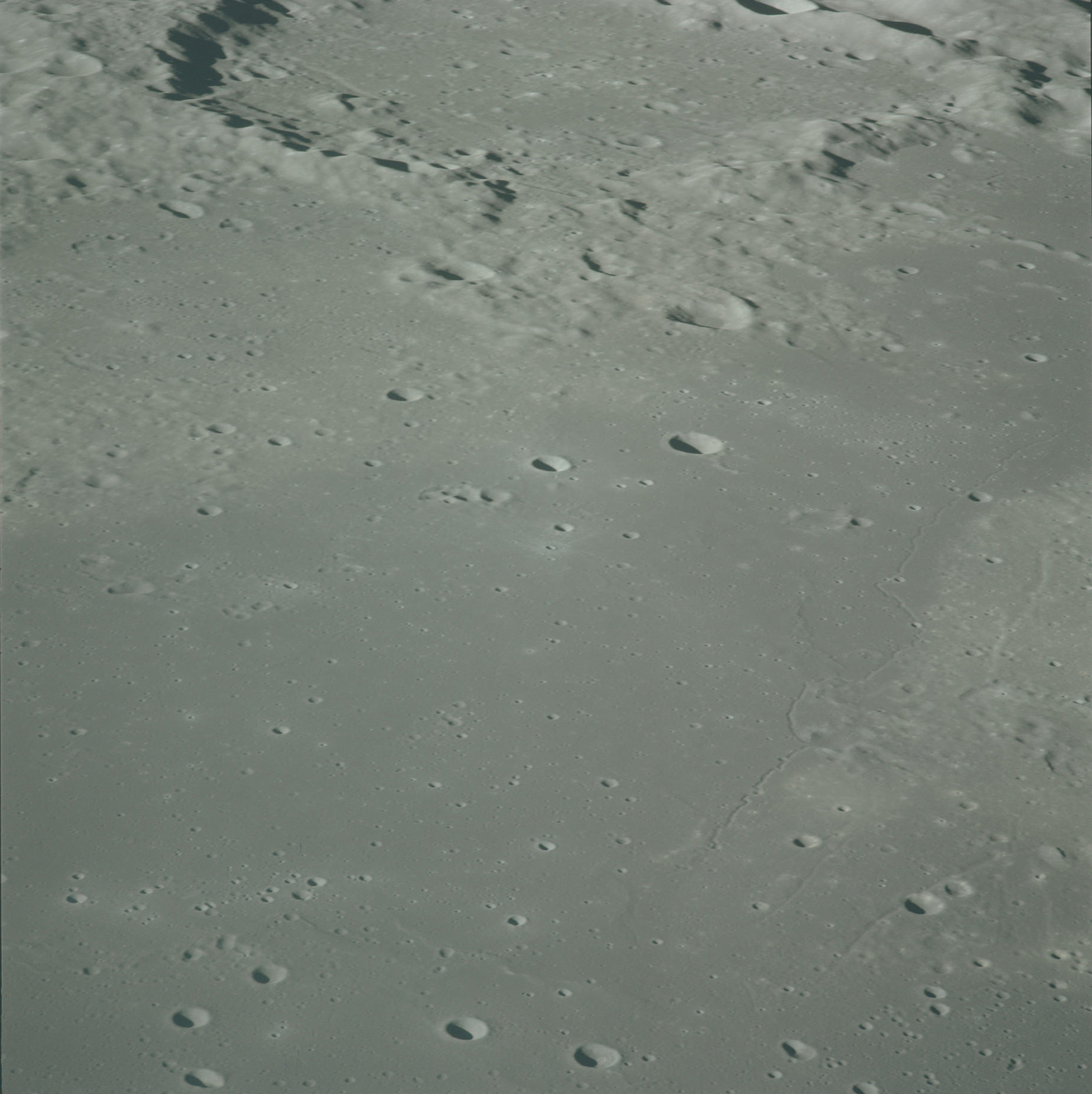
Vinklat foto taget i sydlig riktning på Agatharchideskratern av Apollo 16.

Agatharchides är en nedslagskrater på månen som ligger vid den södra kanten av Oceanus Procellarum, i området mellan Mare Humorum och Mare Nubium. Till öst-sydöst ligger kratern Bullialdus, och till syd-sydväst ligger kratern Loewy.
Kraterns inre har tidigare blivit övertäckt av lava vilket har skapat ett nytt kratergolv. De skadade ytterväggarna varierar mycket i höjd. Dessa är i allt från jämnhöjd med den omgivande marken till så högt som 1,5 kilometer ovan månytan. Den intaktaste delen av kraterväggen är i östlig riktning och till väst-sydväst. I norr är kraterranden nära nog helt borta och den är svårt skadad i söder. Några mindre kratrar ligger längs med den västra kraterranden. Kratergolvet är endast markerat av endast ett fåtal mindre kratrar. 
Månkratern uppkallades 1935 efter en grekisk geografen och historikern Agatharchides av International Astronomical Union (IAU).

## Satellitkratrar
På månkartor är dessa objekt genom konvention identifierade genom att placera ut bokstaven på den sida av kraterns mittpunkt som är närmast kratern Agatharchides. 
| Agatharchides | Latitud | Longitud | Diameter |
| ------------- | ------- | -------- | -------- |
| A             | 23.2° S | 28.4° V  | 16 km    |
| B             | 21.5° S | 31.6° V  | 7 km     |
| C             | 22.0° S | 32.9° V  | 12 km    |
| E             | 20.7° S | 33.0° V  | 15 km    |
| F             | 20.3° S | 31.8° V  | 6 km     |
| G             | 20.1° S | 26.7° V  | 6 km     |
| H             | 20.4° S | 33.9° V  | 15 km    |
| J             | 21.6° S | 32.5° V  | 13 km    |
| K             | 21.0° S | 27.4° V  | 11 km    |
| L             | 21.1° S | 26.7° V  | 8 km     |
| N             | 21.1° S | 29.6° V  | 22 km    |
| O             | 19.2° S | 26.6° V  | 5 km     |
| P             | 20.2° S | 28.7° V  | 66 km    |
| R             | 18.3° S | 30.7° V  | 5 km     |
| S             | 17.7° S | 30.5° V  | 3 km     |
| T             | 18.2° S | 27.7° V  | 5 km     |